# کینگز براملی
کینگز براملی (به انگلیسی: Kings Bromley) یک روستا و محله مدنی در بریتانیا است که در لیچفیلد واقع شده‌است. کینگز براملی ۱٬۱۶۳ نفر جمعیت دارد.